# Iassus latifrons
Iassus latifrons är en insektsart som beskrevs av Blanchard 1852. Iassus latifrons ingår i släktet Iassus och familjen dvärgstritar. Inga underarter finns listade i Catalogue of Life.